# Безкрайният годеж
„Безкрайният годеж“ (на английски: The Five-Year Engagement) е американска романтична комедия от 2012 година, написан, продуциран и режисиран от Никълъс Столър. Продуциран с Джъд Апатоу и Родни Ротман, той е написан в съавторство от Джейсън Сийгъл, който също участва във филма с Емили Блънт като двойка, чиято връзка се обтяга, когато годежът им непрекъснато се удължава. Филмът излиза в Северна Америка на 27 април 2012 г. и в Обединеното кралство на 22 юни 2012 г.

## В България
В България филмът първоначално е издаден на DVD на 1 октомври 2012 г. от A+Films с български субтитри.
През 2017 г. се излъчва премиерно по bTV Cinema с български войсоувър дублаж, направен в студио VMS. Екипът се състои от:
| Озвучаващи артисти  | Милица Гладнишка Яна Огнянова Росен Русев Мартин Герасков Иван Велчев |
| Преводач            | Асен Мутафчиев                                                        |
| Тонрежисьор         | Георги Калудов                                                        |
| Режисьор на дублажа | Добрин Добрев                                                         |

На 5 декември 2021 г. е излъчен и по Fox с втори войсоувър дублаж, записан в Андарта Студио. Екипът се състои от:
| Преводач            | Зорница Димитрова                                                                 |
| Редактор            | Милена Павлова                                                                    |
| Тонрежисьор         | Мартина Терзиева                                                                  |
| Режисьор на дублажа | Чавдар Монов                                                                      |
| Озвучаващи артисти  | Гергана Стоянова Елена Русалиева Радослав Рачев Христо Чешмеджиев Момчил Степанов |